# Leila Lejeune
Pour les articles homonymes, voir Duchemann et Lejeune.
Leila Lejeune, née Leila Duchemann le 16 mars 1976 au Port à La Réunion, est une ancienne handballeuse internationale française. Elle a mis définitivement un terme à sa carrière en 2013.
Entre autres exploits durant sa carrière internationale, elle marque le penalty permettant à la France d'égaliser in extremis dans le temps réglementaire face à la Hongrie lors de la finale du championnat du monde 2003, et d'accéder à la prolongation qui sera victorieuse.

## Palmarès

### En équipe nationale
Jeux olympiques
- 4e place aux Jeux olympiques de 2004
- 6e place aux Jeux olympiques de 2000

Championnats du monde
- vainqueur du championnat du monde 2003
- finaliste du championnat du monde 1999
- 5e du championnat du monde 2001

championnats d'Europe
- 11e place au championnat d'Europe 2004

Jeux méditerranéens
- Médaille d'or aux Jeux méditerranéens 2001

autres
- 182 sélections et 751 buts en équipe de France entre le 13 avril 1995 et le 17 décembre 2004[1]

### En club
compétitions internationales
- vainqueur de la coupe de l'EHF en 2004 (avec Viborg HK)

compétitions nationales
- championne de France en 1995, 1996, 1997, 1999, 2000 et 2002 (avec Metz Handball)
- vainqueur de la coupe de France en 1998 et 1999 (avec Metz Handball)
- championne du Danemark en 2004 (avec Viborg HK)
- vainqueur de la coupe du Danemark en 2003 (avec Viborg HK)

### Récompenses individuelles
- Chevalier de la Légion d'honneur[3]
- élue meilleure arrière gauche du championnat du monde 2001
- élue meilleure arrière gauche du championnat de France 2000-2001